# Godomar II.
Godomar II. také Gundomar či Godomarus (5. století? – 486?) byl synem Gondiocha, krále Burgundů. Když zemřel jeho strýc Chilperich I., pravděpodobně vládl jako spolukrál se svými třemi bratry.
V minulosti historici předpokládali, že po smrti Gondiocha a jeho bratra Chilpericha I. v království Burgundů vládli čtyři synové Gondiocha společnou suverenitou a každý ze svého sídla. Godomar II. vládl v letech 473 až 486 ze svého sídla ve Vienne. Godegisel v oblasti dnešní Ženevy, Gundobad v oblasti Lyonu a Chilperich II. v oblasti Valence. 
Novější poznatky tyto informace silně zpochybňují, protože pro tato tvrzení se nedochovalo dostatek spolehlivých zdrojů, ani přesná data úmrtí Gondiochových synů nejsou spolehlivá. Novější výzkumy předpokládají, že Godomar i Chilperich II. byli zavražděni již v roce 476 či 477 a o moc v království Burgundů soupeřili pouze Godegisel s Gundobadem. Jediným dochovaným zdrojem, který toto období popisuje, je dílo Historia Francorum biskupa Řehoře z Tours, který tyto informace zaznamenal téměř o století později. Podle Řehoře se Gundobad v boji o moc rozhodl zbavit všech svých bratrů. Godomar II. byl Gundobadem zavražděn snad v roce 486. Ze čtyř bratrů byl Gundobad nejambicióznější, a tak v boji o moc své bratry zavraždil, čímž království Burgundů znovu sjednotil.

## Seznam burgundských králů
| Seznam burgundských králů Zdroje se často rozcházejí a tak data o králích Burgundska nemusejí být přesné                                                                  |                                                                                       |                                                                                               |                                                                                               |
| Sbírka zákonů Lex Burgundionum: Hlava III, De la liberté de nos esclaves, cituje jména Gundobadových předků v « královské paměti»: Gibica, Godomar I., Giselher, Gundahar |                                                                                       |                                                                                               |                                                                                               |
| Germánie - Porýní |                                                                                       |                                                                                               |                                                                                               |
| Gibica ? Historický nebo mytický předek burgundských králů |                                                                                       |                                                                                               |                                                                                               |
| Godomar I. ? | Giselher ?                                                                            | Gundahar ?                                                                                    | Gundahar ?                                                                                    |
| Vládli ve stejnou dobu, nebo jeden po druhém? |                                                                                       |                                                                                               |                                                                                               |
| Království ve Wormsu ? |                                                                                       |                                                                                               |                                                                                               |
| Gundahar († asi 436/437 ?) |                                                                                       |                                                                                               |                                                                                               |
| Vládl Sapaudii, (Ženevský region) a rozšířil království do údolí Rhôny a Saôny                                                                                            |                                                                                       |                                                                                               |                                                                                               |
| Gondioch († asi 463-473 ?) | Gondioch († asi 463-473 ?)                                                            | Chilperich I. († asi 476 ?)                                                                   | Chilperich I. († asi 476 ?)                                                                   |
| Chilperich I. po smrti Gondiocha vládl sám († asi 476 ?) Neměl mužské potomky                                                                                             |                                                                                       |                                                                                               |                                                                                               |
| Čtyři synové Gondiocha |                                                                                       |                                                                                               |                                                                                               |
| Godomar II. († datum úmrtí neznámé, ale před rokem 476. Nevládl) | Chilperich II. († datum úmrtí neznámé, ale před rokem 476. Nevládl) Otec Chrodechildy | Godegisel manželka Theodelinda                                                                | Gundobad manželka Carétène († 516)                                                            |
| Godegisel († 500) | Godegisel († 500)                                                                     | Gundobad († 516)                                                                              | Gundobad († 516)                                                                              |
| Gundobad po smrti Godegisela vládl sám († 516) |                                                                                       |                                                                                               |                                                                                               |
| Gundobad († 516) | Gundobad († 516)                                                                      | Zikmund kolem roku 494 se oženil s ostrogótskou princeznou, dcerou krále Theodoricha Velikého | Zikmund kolem roku 494 se oženil s ostrogótskou princeznou, dcerou krále Theodoricha Velikého |
| Zikmund († 523) |                                                                                       |                                                                                               |                                                                                               |
| Godomar III. († po roce 534) |                                                                                       |                                                                                               |                                                                                               |
| V roce 534 království Burgundů zaniklo, stalo se součástí franské říše. Území rozděleno mezi franské krále.                                                               |                                                                                       |                                                                                               |                                                                                               |